# Кочкарское месторождение
Кочкарское месторождение — месторождение золота в Пластовском районе Челябинской области России вблизи села Кочкарь. Оно является составной частью обширного Кочкарского золоторудного поля.

## История
Добыча россыпного золота в этих местах на горном отводе (Каменно-Павловский прииск), принадлежавшем Троицкому купцу 2-й гильдии П. Е. Бакакину, началась в 1845 году. К 1857 году в этой местности насчитывалось уже 67 приисков, а в 1868 году началась добыча рудного золота, добыча россыпного стала снижаться. К 1890 году в Кочкарском рудном поле насчитывалось более 1000 жил, на которых действовало 230 рудников. Когда близкие к поверхности рудные тела были в основном отработаны, то с 1897 года добычу золота с большей глубины начали три компании, принадлежавшие иностранным инвесторам: французское «Анонимное общество Кочкарских приисков», британское «Общество Троицких золотых промыслов» и бельгийское «Анонимное общество Успенских приисков». В конце XIX века — начале XX века добыча на Кочкарского золоторудном поле составляла более половины всей золотодобычи в Российской империи.
Во время Первой мировой войны золотодобыча сократилась более чем в 10 раз, а после Октябрьской революции 1917 года рудники были национализированы. В 1926 году был организован комбинат «Кочкарьзолото», а в 1976 на его базе было организовано объединение «Южуралзолото».
В настоящее время золото на месторождении добывает АО «Южуралзолото» и его дочерняя компания АО «Восточная». На 01.01.2014 года балансовые запасы золота по месторождению составляли: разведанные (категорий А+В+С1) — 9,6 т, при среднем содержании золота в рудах 11,6 г/т, предварительно оценённые (С2) — 9,7 т. В 2013 году «Южуралзолото» и «Восточная» добыли на месторождении в сумме 0,6 т золота.